# Вонета (Флорида)
Вонета (англ. Wahneta) — переписна місцевість (CDP) в США, в окрузі Полк штату Флорида. Населення — 4409 осіб (2020).

## Географія
Вонета розташована за координатами 27°57′30″ пн. ш. 81°43′44″ зх. д. / 27.95833° пн. ш. 81.72889° зх. д. (27.958416, -81.728785).  За даними Бюро перепису населення США в 2010 році переписна місцевість мала площу 5,87 км², з яких 5,83 км² — суходіл та 0,05 км² — водойми.

## Демографія
Згідно з переписом 2010 року, у переписній місцевості мешкала 5091 особа в 1350 домогосподарствах у складі 1032 родин. Густота населення становила 867 осіб/км².  Було 1481 помешкання (252/км²).
Расовий склад населення:
| - 65,1 % — білих - 1,1 % — чорних або афроамериканців - 0,9 % — корінних американців - 0,2 % — азіатів - 0,1 % — вихідців з тихоокеанських островів - 30,2 % — осіб інших рас |

До двох чи більше рас належало 2,4 %. Частка іспаномовних становила 64,7 % від усіх жителів.
За віковим діапазоном населення розподілялося таким чином: 32,5 % — особи молодші 18 років, 60,4 % — особи у віці 18—64 років, 7,1 % — особи у віці 65 років та старші. Медіана віку мешканця становила 27,7 року. На 100 осіб жіночої статі у переписній місцевості припадало 117,3 чоловіків;  на 100 жінок у віці від 18 років та старших — 121,7 чоловіків також старших 18 років.
Середній дохід на одне домашнє господарство  становив 37 639 доларів США (медіана — 29 795), а середній дохід на одну сім'ю — 35 636 доларів (медіана — 28 550). Медіана доходів становила 23 153 долари для чоловіків та 21 013 долари для жінок. За межею бідності перебувало 39,4 % осіб, у тому числі 58,7 % дітей у віці до 18 років та 23,1 % осіб у віці 65 років та старших.
Цивільне працевлаштоване населення становило 1990 осіб. Основні галузі зайнятості: сільське господарство, лісництво, риболовля — 22,4 %, будівництво — 17,5 %, роздрібна торгівля — 12,6 %, оптова торгівля — 11,1 %.